# Rouge Baiser
Pour plus de détails, voir Fiche technique et Distribution.
Rouge Baiser est un film français réalisé par Véra Belmont, sorti en 1985.

## Synopsis
Paris, 1952. Nadia, adolescente révoltée de quinze ans, milite aux jeunesses communistes avec plusieurs camarades. Lors d'une manifestation où elle est blessée, elle rencontre Stéphane, photographe pour Paris Match. Une histoire d'amour commence alors. Les engagements politiques et les sentiments de Nadia vont être bouleversés, d'autant plus que Moishe, l'ancien grand amour de sa mère, revient d'URSS où il a été prisonnier dans un camp de Sibérie et a subi des sévices. Surprenant une conversation entre sa mère et Moishe, elle apprend qu'elle pourrait bien être la fille de ce dernier.

## Production
Le film, de nature autobiographique, reflète la division de la France des années 1950, lorsque la guerre froide divise le pays entre les soutiens communistes à l'Union soviétique et les anticommunistes.
Le titre est une allusion au rouge à lèvres Rouge Baiser créé en 1927 par le chimiste Paul Baudecroux qui développe le slogan publicitaire « Rouge Baiser permet le baiser ».

## Fiche technique
- Titre : Rouge Baiser
- Réalisation : Véra Belmont
- Scénario : Véra Belmont, Guy Konopnicki, David Milhaud
- Photographie : Ramón F. Suárez
- Musique : Jean-Marie Sénia
- Production : Véra Belmont pour Aldo Lado, C&H-Film Berlin, Farena Films, Films A2, Stéphan Films
- Pays :  France et  Allemagne de l'Ouest
- Langue : français
- Format : Couleur
- Genre : comédie dramatique
- Durée : 112 minutes
- Sortie : 27 novembre 1985 ( France)

## Distribution
- Charlotte Valandrey : Nadia
- Lambert Wilson : Stéphane
- Marthe Keller : Bronka
- Laurent Terzieff : Moishe, l'amant de Bronka
- Günter Lamprecht : Hersche, le mari de Bronka
- Laurent Arnal : Roland
- Audrey Lazzini : Henriette
- Elsa Lunghini : Rosa
- Isabelle Nanty : Jeanine, une militante
- Riton Liebman : Joël, un militant
- Audrey Lazzini : Henriette
- Yves Nadot : André
- Jodi Pavlis : Marion
- Pascal Guiomar : Gaby
- Corinne Juresco : Pierrette
- Anne Dumas : Viviane
- Deborah Cohen : Rosette
- Lionel Rocheman : M. Victor
- Georges Staquet : l'inspecteur de police
- Francis Lax : le client mécontent
- Jean-Louis Foulquier : le para bagarreur

## Distinctions
- Ours d'argent de la meilleure actrice au festival international du film de Berlin en 1986 : Charlotte Valandrey[2]
- Nommé dans la même circonstance pour la réalisatrice, Véra Belmont
- Nommé aux Césars en 1986 pour le « meilleur espoir féminin » : Charlotte Valandrey

## Autour du film
Lors du décès de Charlotte Valandrey, Guy Konopnicki, qui fut co-scénariste du film, écrit :

« […] Je me souviens de cette ado, sans la moindre expérience du cinéma, que Véra Belmont avait choisie après des dizaines d'auditions, pour incarner un personnage inspiré de sa propre histoire. […] L'actrice choisie par Véra découvrait elle-même cette époque dont elle ignorait tout. Quand je suis venu sur le tournage, […] il y avait là un monstre sacré, Laurent Terzieff et Charlotte, la petite débutante, jouant avec un naturel époustouflant. […] J'ai compris que le choix de Véra était le bon, Charlotte portait bien cette candeur qui, trente ans plus tôt, s'exprimait par l'engagement communiste. […] Charlotte, avait réussi un exploit, porter le film de bout en bout, être cette jeune stalinienne de 1952-53, découvrant l'amour et un peu de l'atroce réalité cachée sous le mensonge stalinien. […] »

## Incohérences
La scène où Nadia est renversée par une voiture (une Peugeot 203) se passe sur le pont Saint-Louis qui relie l'île Saint-Louis à l'île de la Cité. Or l'histoire se passe en 1952, date à laquelle ce pont n'existait pas. Construit en 1969, il a été inauguré en 1970 en remplacement d'une passerelle « pont-cage » qui avait été posée provisoirement en 1941 et qui était donc encore en place en 1952[réf. souhaitée].